# 832

## Догађаји
- Википедија:Непознат датум — Владавина династије Абасида у Багдаду.

- Византијско-арапски рат: Византијска тврђава Лоулона (модерне Турске) је заробљена од стране Абасида. Његов гарнизон се предаје калифу Ел-Мамуну, након дуготрајне опсаде.
- Краљ Пипин I Аквитански и његов брат Луј Немачки, дижу побуну против свог оца, цара Луја Побожног. Они окупљају војску Словенског Савеза и освајају Швабију.
- Беренгар Мудри, војвода Тулуза, напада франачке поседе Бернарда Септем-а, узимајући Роусилон.
- Цар Теофило проглашава нови едикт против коришћења икона у Византијском царству. Он успоставља строге казне од непоштовање едикта и прогони православне.
- Изграђена је друга базилика светог Марка у Венецији (замена старије цркве на другој локацији) и постаје један од најпознатијих примера итало-византијске архитектуре.

## Рођења
- Википедија:Непознат датум — Карло III Дебели, цар Светог римског царства и краљ Италије, Немачке и Француске (†888.)

## Смрти
- Википедија:Непознат датум — Преподобни Јован исповедник - хришћански светитељ